# Indisches Hiebschwert
Das Indische Hiebschwert  ist eine Waffe aus Indien.

## Beschreibung
Das Indische Hiebschwert hat eine stark gebogene, einschneidige Klinge. Die Klinge ist flach, hat weder Hohlschliff noch Mittelgrat. Der Klingenrücken ist verstärkt. Die Klinge hat dadurch einen T-förmigen Querschnitt. Das Heft besteht aus Eisen und ist mit dem Parier aus einem Stück gearbeitet. Die Klinge und das Heft sind mit einem Indischen Muster aus Silber- oder Goldeinlagen (koftgari) verziert. Das indische Hiebschwert wird von Kriegerkasten in Indien benutzt.